# Maqetta
Maqetta es un editor HTML WYSIWYG diseñado para editar documentos en HTML5 y elaborar aplicaciones web. Su nombre deriva de la palabra en español «maqueta».
Maqetta fue desarrollado por IBM, y se presentó al público durante la conferencia IBM Impact 2011. Posteriormente, IBM donó el proyecto a la Dojo Foundation como un proyecto de software libre y de código abierto.
El editor fue desarrollado en respuesta a la necesidad percibida de contar con una herramienta de desarrollo para HTML5 comparable a las disponibles para Adobe Flash y Microsoft Silverlight.